# Krzyszczyna
Krzyszczyna (Duits: Cocceji) is een plaats in het Poolse district  Gorzowski, woiwodschap Lubusz. De plaats maakt deel uit van de gemeente Bogdaniec en telt 70 inwoners.